# Zapadnoitalski jezici
Zapadnoitalski jezici, jedna od tri glavne skupine romanskih jezika koja obuhvaća (38), po novijoj klasifikaciji 32 jezika što se govore kroz južnu Europu od Moldavije na istoku pa preko Balkanskog, Apeninskog i Iberskog poluotoka do obala Atlantika na zapadu sve do belgije na sjeveru. Sastoji se od dvije glavne podskupine zapadnoromanska i Italo-dalmatska.
A) Italo-dalmatski jezici. 6 jezika:
a1. dalmatski jezik † izumrli jezik koji se govorio na jadranskoj obali u Hrvatskoj i Albaniji.
krčkoromanski dijalekt (izumrli jezik) Posljednji govornik bio je Tuone Udaina koji je živio na otoku Krku, a umro je 1898.
a2. istriotski jezik. 1,000 govornika (2000 Salminen).
a3. talijanski jezik (61 milijun u svim državama)
a4. Sicilski. 4,832,520 (2000 WCD).
a5. Judeotalijanski. 200.
a6. napolitansko-kalabrijski jezik. 7,047,399 (1976).
B) Zapadnoromanski jezici. Od 32 jezika, grana se na galoibersku i pirenejsko-mozarapsku. 
b1. Galoiberski jezici. 30 jezika
a. Galoromanski jezici (14 jezika)
a1. Galoitalski jezici: (6) jezika:
1) emilijano-romanjolo (podijeljen na: emilijanski i romanjolski).
2) ligurski,
3) lombardski,
4) pijemonteze (pijemontski),
5) venecijanski.
a2. Galo-retijski jezici. 9 jezika
a. oilski jezici (6) jezika
a1. Francuski jezici (5)
1) francuski jezik (82 milijuna):
2) judeofrancuski,
3) kajunski (jezik Kajuna iz Louisiane),
4) pikardijski,
5) valonski.
a2. Jugoistočni oilski jezici
1) frankoprovansalski
b. retijski jezici /Retoromanski jezici/ 3 jezika: 66.000 govornika: 
1) ladinski,
2) furlanski jezik,
3) romanš.
b. Iberoromanski jezici  (16) jezika: 
a) istočnoiberski jezici. (1) jezik.
1) katalonski jezik (4,000,000; 1994), kao materinski, plus 5,000,000 kao drugi jezik. 6,000,000 etničkih Katalonaca živi u Španjolskoj, uključujući Valencijce.
b) oc jezici (2) jezika:
b1 okcitanski jezik. Dijalekti:
1) overnjanski dijalekt, u Auvergne, Francuska.
2) gaskonjski dijalekt, jezik Gaskonjaca, 250,000 u svim državama.  Ima više dijalekata.
3) limuzinski dijalekt, u provinciji Limousin, Francuska.
4) langedoški dijalekt, u provinciji Languedoc.
5) provansalski dijalekt, 354,500 u svim zemljama
b2 shuadit ili judeoprovansalski.
c) zapadnoiberski jezici, 9 jezika
c1. asturleonski jezik (2):
1) asturski jezik, 100,000 kao prvi jezik  (materinski) i 450,000 kao drugi (1994). Ima 550,000 etničkih Asturaca.
2) mirandski jezik, Govori ga 10,000 Mirandeza(1995), malena etnička manjina, čije je glavno gradsko središte Miranda u Portugalu.
c2. kastiljski jezici (4):
1) estremadurski jezik, jezik Estremaduraca, 200,000 (1994) aktivnih govornika.
2) judeošpanjolski ili ladino.
3) španjolski jezik ili kastiljski, 266,000,000 u svim zemljama (1987); 352,000 uključujući pripadnike raznih naroda kojima nije materinski.
4) loreto-ucayali španjolski
c3. portugalsko-galicijski jezici (3):
1) fala
2) galicijski jezik, 4 milijuna u svim državama. Jezik je Galjega
3) portugalski jezik 170,000,000 u svim zemljama (1995)
b2. Pirenejsko-mozarapski jezici (2) jezika
1) aragonski jezik, 11,000 aktivnih govornika (1993 Consello d'a Fabla Aragonesa). 2,000,000 u etničkoj grupi.
2) mozarapski jezik, izumro, koristi se u liturgijske svrhe. Govorili su ga kršćani za vrijeme maurske okupacije Španjolske.

## Vanjske poveznice
- Ethnologue (14th)
- Tree for Italo-Western[neaktivna poveznica]